# Деркач Василь Степанович
Василь Степанович Деркач (9 (21) грудня 1894, селище Корсунь, тепер частина Єнакієвого Донецької області — 25 травня 1975, Харків) — український радянський мікробіолог та імунолог, член-кореспондент АМН СРСР (з 1945), заслужений діяч науки УРСР (з 1942), член КПРС (з 1951), заступник директора з наукової роботи Харківського інституту вакцин і сироваток ім. І. І. Мечникова (нині ДУ Інститут мікробіології і імунології ім. І. І. Мечникова), завідувач кафедри мікробіології 2-го Харківського медичного інституту (нині Харківський національний медичний університет).

## Біографія
Народився 21 грудня 1894 р. в селі Корсунь Бахмутського повіту Катеринославської губернії в селянській родині. У 1917 р. Василь Степанович закінчив медичний факультет Харківського університету. Тут, з 1918 р. почав працювати асистентом кафедри загальної патології з курсу бактеріології. Після утворення в Харківському медичному інституті (ХМІ) самостійної кафедри мікробіології (1922), працював там спочатку асистентом, потім доцентом. 
У 1922 році він вперше в Радянському Союзі виділив штам дизентерійного бактеріофага та опублікував експериментальне дослідження по фаготерапії. Інститут імені Мечникова, де він працював з 1920 року, став одним з піонерів впровадження бактеріофагів в лікування і попередження кишкових інфекцій: дизентерії, черевного тифу, холери.
У 1932—1941 рр. вчений очолював кафедру мікробіології 2-го Харківського медичного інституту.
У 1939 р. Василь Степанович захистив дисертацію за темою «Об антигенных и иммунизирующих свойствах токсических веществ брюшнотифозных бактерий». У 1940 р. здобув ступінь доктора медичних наук та звання професора по кафедрі мікробіології. Учень Д. П. Гриньова.
Він продовжував працювати у Харківському інституті вакцин і сироваток ім. І. І. Мечникова, у 1943 — 1962 рр. — на посаді заступника директора з наукової роботи. Під час Другої світової війни Василь Степанович разом з інститутом евакуювався до Чкалова (Оренбург), де також завідував кафедрою мікробіології сільськогосподарського інституту (1942—1943).
З 1944 р. перебував на посаді виконувача обов'язків завідувача кафедри мікробіології ХМІ, у 1946—1971 рр. — очолював кафедру. У 1961 р. професор організував у ХМІ вірусологічну проблемну лабораторію.
У 1943 р. отримав звання заслуженого діяча науки УРСР, у 1945 р. його обрали членом-кореспондентом Академії медичних наук СРСР. Нагороджений орденом Леніна, двома орденами Трудового Червоного Прапора, медалями.
Василь Степанович був експертом Всесвітньої організації охорони здоров'я з антибіотиків, членом президії Вченої медичної ради Міністерства охорони здоров'я УРСР, головою Харківського наукового товариства мікробіологів, епідеміологів та інфекціоністів, членом президії Всесоюзного та Українського товариств мікробіологів, членом редколегії журналів «Антибиотики», «Врачебное дело», «Микробиологический журнал», редактором редвідділу «Бактеріологія» 3-го видання «Большой медицинской энциклопедии».
Помер Василь Степанович Деркач 25 травня 1975 р. в Харкові. Похований на міському кладовищі № 2.

## Наукова та педагогічна діяльність
В. С. Деркач є автором понад 100 наукових праць, які присвячені питанням мікробіології, імунології, розробленню нових антибіотиків, вивченню механізмів їх дії, зокрема хіміобіотерапії інфекційних хвороб, злоякісних пухлин тощо. Одним з перших у СРСР вчений почав розроблення проблеми бактеріофагії (1922): вивчив антигенні та імунізуючи властивості черевнотифозного токсину й запропонував новий метод вакцинації проти черевного тифу, запропонував оригінальні антибіотичні препарати: саназин і неоцид. Завдяки широкому спектру дії саназин ефективно застосовували для санації носіїв в осередку скарлатини та дифтерії, при лікуванні кістково-суглобового туберкульозу, деяких видів сепсису, дизентерії тощо. Протипухлинний препарат неоцид використовували для симптоматичного лікування деяких форм раку. Професор запропонував мікробіологічні методи боротьби з паратифозом бджіл та з шкідниками цукрового буряку.
Велику увагу Василь Степанович приділяв підготовці науково-педагогічних кадрів: під його керівництвом підготовлено 6 докторів та 55 кандидатів наук.

### Деякі з праць професора В.С.Деркача
- Иммунотерапия // Основы лечебной и профилактической медицины. — Харьков, 1936;
- Экспериментальное клиническое и эпидемиологическое изучение пиоцианина и его производных // Труды 12-го Всесоюзного съезда гигиенистов, эпидемиологов и микробиологов. — Москва, 1947;
- Саназин и его практическое применение // Антибиотики. — Т. 18. — Киев, 1951;
- Экспериментальное изучение нового противоопухолевого антибиотика неоцида // Тезисы 2-й Всесоюзной онкологической конференции. — Ленинград, 1958;
- Итоги и перспективы изучения неоцида // Сборник трудов международного симпозиума «Пути и перспективы изучения антибластомных веществ». — Москва, 1960;
- О базофильных образованиях и цитопатогенном эффекте в раковых клетках // Вопросы вирусологии. — 1966. — № 2.[5].

## Нагороди
- Орден Леніна
- 2 ордени Трудового Червоного Прапора
- Заслужений діяч науки УРСР (1943)

- Член-кореспондент АМН СРСР (1945)[4].